# Michelle Bachelet
Verónica Michelle Bachelet Jeria  /βeˈɾonika miˈtʃɛl batʃˈlet ˈçeɾja/ (født 29. september 1951 i Santiago) er en chilensk socialistisk politiker. Hun var Chiles præsident fra 2006 til 2010 og fra 2014 til 2018. 
Fra 2018 til 2022 var hun  FN's højkommissær for menneskerettigheder.

## Baggrund
Bachelets far, General Alberto Bachelet Martínez, blev myrdet under Pinochets militærjunta. Hun gik herefter i politisk eksil, først i Australien og derefter i DDR, hvor hun læse blandt andet germanistik og medicin. Bachelet er børnelæge og har været sundhedsminister og forsvarsminister i præsident Ricardo Lagos regering.
Bachelet var leder FN's organisation for kvinders rettigheder og ligestilling, UN Women, fra september 2010 til juni 2013.
Bachelet var præsidentkandidat for Chiles socialistiske parti, Concertación, ved Præsidentvalget i Chile 2005 og fik 46% af stemmerne i første valgomgang. Hun vandt anden valgomgang den 15. januar 2006 med 53,5% af stemmerne, hvor modkandidaten var forretningsmanden Sebastián Piñera. Bachelet blev Chiles første kvindelige statsleder.
Bachelet er af Forbes Magasinet udnævnt som en af de 100 mest indflydelsesrige kvinder i verden.
Fra 2018 til 2022 havde hun embedet som som FN's højkommissær for menneskerettigheder, (Sekretariatet for FN's højkommissær for menneskerettigheder). Dagen før sin fratrædelse offentliggjorde hun en rapport om om overgreb mod uighurer og andre muslimske mindretal i Kinas nordvestlige Xinjiang-provins.